# هاري س. إنغلز
هاري س. إنغلز (بالإنجليزية: Harry C. Ingles)‏ هو عسكري أمريكي، ولد في 12 مارس 1888 في نبراسكا في الولايات المتحدة، وتوفي في 15 أغسطس 1976 في بيثيسدا في الولايات المتحدة.